# Loren Alfonso
Loren Berto Alfonso Domínguez (* 28. Juli 1995 in Havanna, Kuba) ist ein aserbaidschanischer Boxer kubanischer Herkunft. Er gewann bei den Olympischen Sommerspielen 2020 in Tokio eine Bronzemedaille im Halbschwergewicht und bei den Olympischen Sommerspielen 2024 in Paris die Silbermedaille im Schwergewicht.

## Boxkarriere
Er wurde 2017 Dritter im Mittelgewicht bei den Kubanischen Meisterschaften sowie 2018 Dritter und 2019 Zweiter bei den Aserbaidschanischen Meisterschaften im Halbschwergewicht.
Er gewann die Europaspiele 2019 in Minsk, wobei er Stepan Hrekul, Michail Dauhaljawez, Ziad El Mohor, Simone Fiori und Benjamin Whittaker besiegte. Mit diesem Erfolg war er für die Weltmeisterschaften 2019 in Jekaterinburg qualifiziert, wo er mit Siegen gegen Gasimagomed Dschalidow und Umar Dschambekow ins Viertelfinale kam und dort knapp mit 2:3 gegen Dilshod Roʻzmetov auf Platz 5 ausschied.
Bei der europäischen Olympiaqualifikation im März 2020 in London, welche aufgrund der COVID-19-Pandemie unterbrochen und im Juni 2021 in Paris fortgesetzt wurde, gewann er das Turnier mit Siegen gegen Stepan Hrekul und Imam Chatajew, sowie kampflosem Weiterkommen aufgrund von Nichtantritt der Gegner Gasimagomed Tschalidow und Benjamin Whittaker, womit er sich für die Olympischen Spiele in Tokio qualifizierte. Bei den Olympischen Spielen gewann er im Achtelfinale gegen Dilshod Roʻzmetov und im Viertelfinale gegen Bayram Malkan, ehe er im Halbfinale mit einer Bronzemedaille gegen Arlen López ausschied.
Bei den Weltmeisterschaften 2021 in Belgrad gewann er die Goldmedaille im neugeschaffenen Cruisergewicht. Er besiegte dabei Tawfiqullah Sulaimani vom Fair Chance Team, Andrei Arădoaie aus Rumänien, Scharabutdin Atajew aus Russland, Herich Ruiz Córdoba aus Kuba und Keno Machado aus Brasilien. Eine weitere WM-Medaille gewann er 2023 in Taschkent, nachdem er erst im Finalkampf gegen Scharabutdin Atajew unterlegen war und dadurch Silber gewann. Bei der Europameisterschaft 2024 in Belgrad gewann er Bronze.
Beim 2. olympischen Qualifikationsturnier im Juni 2024 in Bangkok siegte er gegen Jonathan Tetteh aus Ghana, Marko Ćalić aus Kroatien, Sanjeet Sanjeet aus Indien und Erkin Adylbek Uulu aus Kirgistan, womit er sich für die Olympischen Spiele 2024 in Paris qualifizierte. Dort erreichte er mit Siegen gegen Julio César La Cruz, Aibek Oralbay und Enmanuel Reyes das Finale, in dem er gegen Lazizbek Mullajonov verlor.